# Казерини, Марио
Ма́рио Казери́ни (итал. Mario Caserini; 26 февраля 1874, Рим, Лацио, Италия — 17 ноября 1920, там же) — итальянский кинорежиссёр, сценарист и актёр эпохи немого кино.

## Биография
Один из основоположников итальянского кинематографа. В кино с 1905 года. Дебютировал фильмами «Путешествие к центру Луны» (1905) и «Влюблённый Пьеро» (1906). Перед Первой мировой войной был одним из популярных итальянских кинорежиссёров, неизменно собиравшим кассовые сборы. Ставил исторические фильмы, обращался к экранизациям итальянской и мировой классики, в том числе русской. Часто писал сценарии к собственным картинам и снимался в них.
Жена актриса Мария Казерини.

## Избранная фильмография

### Режиссёр
- 1905 — Путешествие к центру Луны / Viaggio al centro della luna
- 1906 — Влюблённый Пьеро / Il romanzo di un Pierrot
- 1906 — Отелло / Otello
- 1907 —  / La figlia del cenciaiolo
- 1907 —  / Il fornaretto di Venezia
- 1908 — Ромео и Джульетта / Romeo e Giulietta
- 1908 —  / Vendetta normanna
- 1908 — Гамлет / Amleto
- 1908 —  / Pia dei Tolomei
- 1908 — Пьетро Микка / Pietro Micca
- 1908 —  / Il riposo domenicale
- 1908 —  / L'orfanella dell'assassinato
- 1908 —  / Le viole
- 1908 —  / La cicala e la formica
- 1908 —  / La cantatrice veneziana (Venezia nel 1500)
- 1908 —  / Dramma medioevale
- 1908 —  / Il cuore e il danaro
- 1908 —  / Campagna romana
- 1908 — Гарибальди / Garibaldi
- 1908 — Зигфрид / Siegfried
- 1908 —  / Leggenda medievale
- 1909 — Дон Карлос / Don Carlos
- 1909 — Графиня де Монсоро / La signora di Monsoreau
- 1909 — Влюблённый Пьеро / Il romanzo di un Pierrot
- 1909 —  / L'ultimo degli Stuardi
- 1909 — Беатриче Ченчи / Beatrice Cenci
- 1909 —  / Il bel Florindo
- 1909 —  / Povera madre!
- 1909 — Бьянка Каппелло / Bianca Cappello
- 1909 — Макбет / Macbeth
- 1909 — Парсифаль / Parsifal
- 1909 —  / Tenebre
- 1909 — Три мушкетёра / I tre moschettieri
- 1909 —  / La gerla di papà Martin
- 1909 —  / Fiore fatale (Scene catalane)
- 1909 — Жизнь Жанны д’Арк / Vita di Giovanna d'Arco
- 1909 — Ванда Сольданьери / Wanda Soldanieri
- 1909 — Марко Висконти / Marco Visconti
- 1909 —  / L'innominato
- 1910 — Маргерита Пустерла / Margherita Pusterla
- 1910 —  / Eloquenza di un fiore
- 1910 — Монна Ванда деи Сольданьери / Monna Vanda dei Soldanieri
- 1910 — Эль Сид / Il Cid
- 1910 —  / La congiura di Piacenza
- 1910 —  / Cola di Rienzi
- 1910 —  / Giovanna la pazza
- 1910 —  / La battaglia di Legnano
- 1910 —  / L'abbandonata
- 1910 —  / L'amorino
- 1910 —  / Giovanni dalle bande nere
- 1910 — Анита Гарибальди / Anita Garibaldi
- 1910 — Мессалина / Messalina
- 1910 — Беатриче ди Тенда / Beatrice di Tenda
- 1910 —  / Veronica Cybo
- 1910 —  / Bacio fatale
- 1910 — Любовь и свобода / Amore e libertà
- 1910 —  / Prepotenza feudale
- 1910 — Анна Мазовецкая / Anna di Masovia
- 1910 — Гамлет / Amleto
- 1911 — Ромола / Romola
- 1911 — Наполеон на Святой Елене / Napoleone a Sant'Elena
- 1911 —  / Rivalità e coraggio
- 1911 —  / I masnadieri
- 1911 —  / Dramma alla frontiera
- 1911 — Антигона / Antigone
- 1911 —  / La Romanina
- 1911 —  / Regina per quindici giorni
- 1911 —  / Gabriella di Beaulieu
- 1911 —  / Una scommessa
- 1911 —  / La pietra di Scone
- 1911 —  / Il moro dell'Alpuxarra
- 1911 —  / Idillio balneare
- 1911 — Мадемуазель де Скюдери / Mademoiselle de Scudery (по Гофману)
- 1911 —  / L'ultimo dei Frontignac
- 1911 —  / Verso la colpa
- 1911 —  / L'adultera
- 1912 — «Лукреция Борджиа» / Lucrezia Borgia
- 1912 —  / L'uomo fatale
- 1912 —  / La mala pianta
- 1912 —  / La mamma dorme
- 1912 —  / La ribalta
- 1912 —  / Santarellina
- 1912 — Стукач / Lo spione
- 1912 —  / La corda dell'arco
- 1912 —  / Nelly, la domatrice
- 1912 — Катилина / Catilina
- 1912 —  / Infamia araba
- 1912 — Зигфрид / Sigfrido
- 1912 — Парсифаль / Parsifal
- 1912 —  / I mille
- 1912 — Рыцари Родоса / I cavalieri di Rodi
- 1912 — Пилигрим / Il pellegrino
- 1913 —  / Mater dolorosa
- 1913 — Данте и Беатриче / Dante e Beatrice
- 1913 — Последние дни Помпеи / Gli ultimi giorni di Pompeii
- 1913 — Но моя любовь не умрет! / Ma l'amor mio non muore
- 1913 —  / Il treno degli spettri
- 1913 — Флоретта и Патапон / Floretta e Patapon
- 1914 —  / Nidia la cieca
- 1915 — Покров тайны / Maschera di mistero
- 1915 —  / La gorgona
- 1915 —  / La pantomima della morte
- 1916 —  / La divetta del reggimento
- 1916 —  / Passano gli Unni...
- 1916 — Монна Ванна / Monna Vanna
- 1916 —  / Como aquel día
- 1916 —  / Flor de otoño
- 1916 —  / ¿Quién me hará olvidar sin morir?
- 1916 — Мадам Тальен / Madame Tallien
- 1916 —  / In mano del destino
- 1916 —  / Amore che uccide
- 1916 —  / L'amor tuo mi redime (Pero tu amor me redime)
- 1916 — Жизнь и смерть / La vita e la morte (La vida y la muerte)
- 1917 — Воскресение / Resurrezione (по Льву Толстому)
- 1917 —  / Il filo della vita
- 1917 —  / Vittime dell'amore
- 1917 — Тень / L'ombra
- 1918 — Нерон и Агриппина / Nerone e Agrippina
- 1918 — Госпожа Арлекино / La signora Arlecchino (Madama Arlecchino)
- 1918 —  / La sfinge
- 1918 —  / La via più lunga
- 1918 — Ночь в Калькутте / Una notte a Calcutta
- 1918 — Сокровище Исаака / Il tesoro di Isaaco
- 1919 — Капитан Фракасс / Capitan Fracassa (по Теофилу Готье)
- 1919 —  / Primerose
- 1919 — Замок Дьявола / Il castello del diavolo
- 1919 —  / Anima tormentata
- 1919 —  / Il gorgo fascinatore
- 1919 —  / Tragedia senza lagrime
- 1919 —  / Il romanzo di una vespa
- 1920 —  / La buona figliola